# Jan Walter (duchowny)

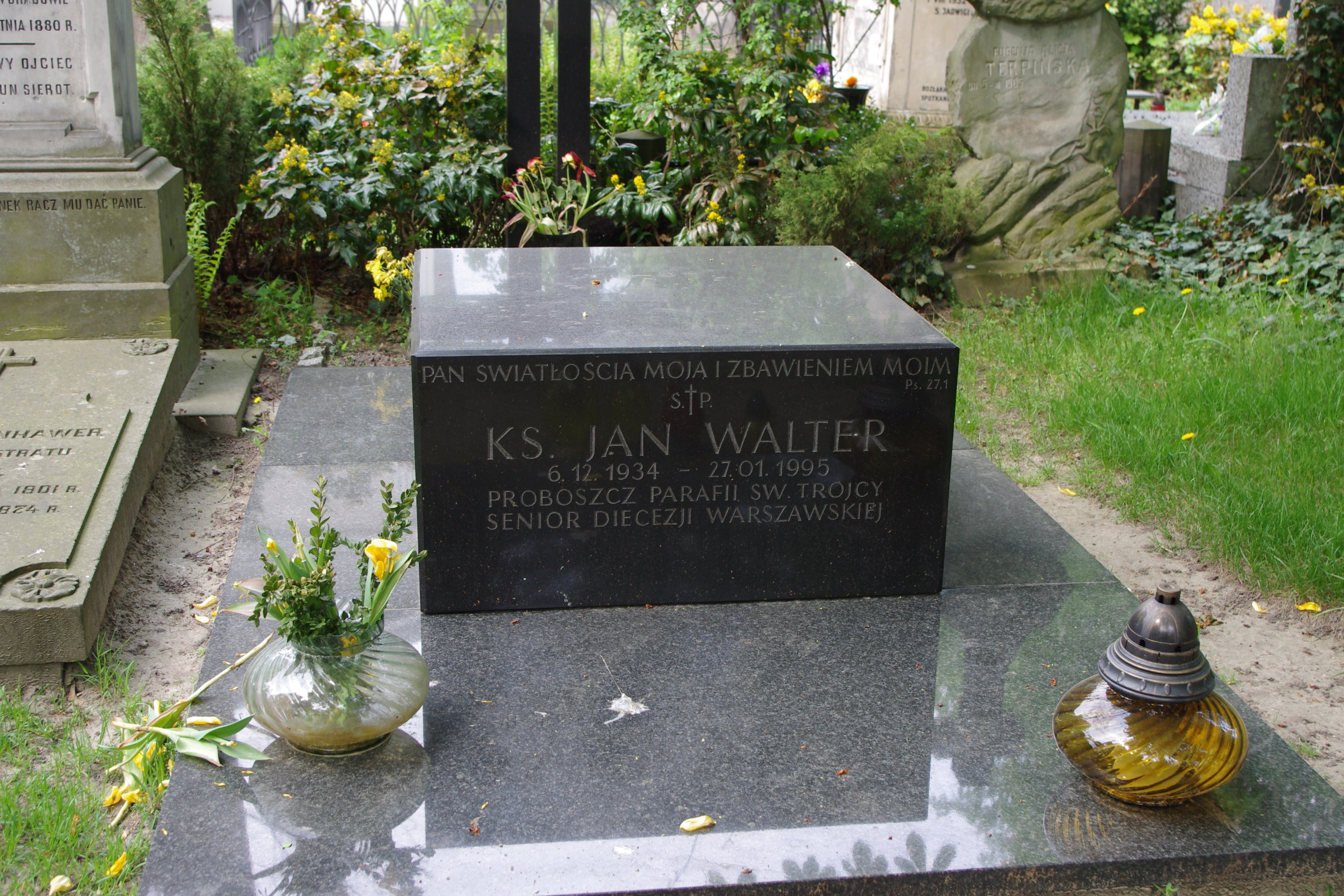
Grób ks. Jana Waltera na Cmentarzu ewangelicko-augsburskim w Warszawie

Jan Walter (ur. 6 grudnia 1934 w Kaliszu, zm. 27 stycznia 1995 w Warszawie) – polski duchowny luterański, długoletni proboszcz parafii ewangelicko-augsburskiej w Poznaniu i parafii ewangelicko-augsburskiej Św. Trójcy w Warszawie, senior diecezji warszawskiej, działacz ekumeniczny.

## Życiorys
Był synem Brunona Waltera i Zofii z d. Lange. W Kaliszu ukończył Gimnazjum im. Adama Asnyka. Po studiach w Chrześcijańskiej Akademii Teologicznej w latach 1952-1957, studiował jeszcze na Wydziale Filozofii Uniwersytetu Warszawskiego i odbył uzupełniające studia teologii w Lozannie. 13 lipca 1958 został w Kaliszu ordynowany na duchownego Kościoła Ewangelicko-Augsburskiego. Do 1962 był wikariuszem parafii w Łodzi. W latach 1962–1980 był proboszczem w Poznaniu, gdzie przyczynił się do znacznego ożywienia pracy kościelnej, mimo trudnych warunków lokalowych. Na potrzeby parafii udało się odzyskać jeden z lokali mieszkalnych w domu Polskiego Towarzystwa Ewangelickiego przy ul. Kossaka 9, przeprowadzono też modernizację wnętrza kaplicy. Obsługiwał zbory filialne w Chodzieży, Gnieźnie, Lesznie i Trzciance, odprawiał nabożeństwa domowe. Kontynuowana była działalność Polskiego Towarzystwa Ewangelickiego, jako jedynej tego typu organizacji ocalałej w Polsce w czasach PRL-u, prowadzona była praca młodzieżowa. Rozwijały się kontakty ekumeniczne, zarówno krajowe (tak w ramach Oddziału Wojewódzkiego Polskiej Rady Ekumenicznej, którego przewodniczącym ks. Walter pozostawał w latach 1963-1975, jak i m.in. ze środowiskiem "Więzi", oraz nawiązano kontakty międzynarodowe, szczególnie z ewangelikami z ówczesnej NRD. Od 1974 był członkiem Synodu Kościoła, gdzie działał w Komisji Ewangelizacyjno-Misyjnej, Komisji Pastoralnej i Komisji ds. Diakonii. W latach 1971–1974 wchodził w skład zarządu Ekumenicznej Rady Młodzieży w Europie.
W 1979 został wybrany, a 18 maja 1980 wprowadzony w urząd I proboszcza parafii Św. Trójcy w stolicy i seniora diecezji warszawskiej. Należał do inicjatorów rozbudowy parafialnego Domu Opieki "Tabita" w Konstancinie-Jeziornie.

## Życie prywatne
Od 29 czerwca 1963 był żonaty z Ewą z d. Hoffmann (1938-2006) z Bydgoszczy, absolwentką matematyki na UMK w Toruniu, pracującą w szkolnictwie, która wspierała małżonka na wszelkich polach działalności. Od 1993 Ewa Walter była przewodniczącą Komitetu Światowego Dnia Modlitwy, a od 2002 również przewodniczącą Sekcji Kobiet Polskiej Rady Ekumenicznej.

## Miejsce spoczynku
4 lutego 1995 został pochowany na cmentarzu ewangelicko-augsburskim przy ul. Młynarskiej w Warszawie (aleja 9, miejsce 3).